# 夢妮
夢妮（原名馬錦霞，洋名安妮）是一名香港女漫畫家。她活躍於1960年代末至1980年代，以創作奇情和鬼怪漫畫著名於本地漫畫界。

## 簡歷
安妮年少時與漫畫作家黃玉郎相戀，漸漸對漫畫產生創作興趣。1970年，黃玉郎自資創辦「鑽石出版社」，並讓夢妮嘗試創作漫畫。經過五稿的嘗試，黃玉郎決定為安妮出版第6套以鬼故事為主題的稿件，黃為他起了筆名夢妮，又親自幫她繪畫封面。
夢妮的出道作付印了8000本，結果成功售出6000多本，比當時市場平均漫畫銷量更佳。夢妮因此辭掉原本職業，成為全職漫畫作家。
在1970至1980年代，夢妮出版了多本奇情和鬼怪為主題的邪典漫畫，意識大膽，內容有揭露社會道德陰影面、倡議女權等目的，當中大多都是由黃玉郎繪畫封面。後來，夢妮因忙於照顧子女而逐步淡出漫畫界。

## 個人生活
1971年與同為漫畫家的黃玉郎結婚，育有二子一女，1987年離婚，她移居澳洲，後來曾一度與黃復合。她的女兒黃珮蔚在澳洲長大，是一名漫畫家和音樂家，同樣主力創作鬼怪故事。

## 個人作品
- 《應召歌王》
- 《應召妻子》
- 《應召模特兒》
- 《應召女教師》
- 《應召工廠女》
- 《應召書院女》
- 《應召售貨員》

- 《小白臉》
- 《食軟飯的人》
- 《不嫁臭男人》
- 《嚇死負心郎》
- 《禽獸父親》
- 《母子戀》
- 《女人嫁女人》
- 《私生子》
- 《小蕩女》
- 《瘋婦》
- 《孝女殺媽媽》
- 《人盡可夫》
- 《流氓皇后》
- 《今生無悔》
- 《私奔》
- 《野種》
- 《墮胎》
- 《冤孽》
- 《毀容》（上及下）
- 《黑市小老婆》

- 《殺人學校》
- 《工廠女淫魔》
- 《少女感化院》（1至4）
- 《恐怖感化院》
- 《女子監獄》（上及下）

- 《食人小姑娘》
- 《食嬰太太》
- 《食人豔尼》
- 《食人小兄弟》
- 《食女婆》
- 《食女人的魔鬼》
- 《人眼蛋糕》
- 《慈母煮人肉》

- 《書院女幽魂》
- 《床上豔鬼》
- 《攝青鬼》
- 《猛鬼妓院》
- 《迷幻女鬼》
- 《與鬼整容》
- 《人救鬼》
- 《鬼仔找媽媽》
- 《男女淫鬼》
- 《娶著鬼新娘》
- 《猛鬼冤魂》
- 《愛鬼不愛你》
- 《猛鬼同床》
- 《無上裝厲鬼》
- 《魔鬼怪胎》
- 《恐怖鬼頭》
- 《鬼上身》
- 《鬼孕婦》
- 《斷頭鬼嫁夫》
- 《冤魂不息》
- 《借屍還魂》

- 《自殺的撈女》
- 《悲慘洞密夜》
- 《吧女初夜》
- 《拐賣少女》
- 《邪牌愛差人》

- 《吸毒少年郎》
- 《吸毒的少女》（上及下）
- 《吸毒的媽媽》
- 《販毒的少女》

- 《殭屍老師》
- 《殭屍要嫁人》
- 《殭屍偷仔》
- 《吸血陰陽人》

- 《小妓女》
- 《花街摧花手》
- 《火坑蓮》（連載於《臭香港》）
- 《書院女飛女吧女》
- 《吧女淚》
- 《妓女冤魂》
- 《一隻鳳凰一隻雞》
- 《失身》
- 《臭飛與酒帘女》

- 《血飛頭》
- 《驚心裂膽》
- 《碎屍狂人》
- 《姦屍》
- 《色魔》
- 《勾魂香巾》
- 《刧財刧色》
- 《殺人小飛女》
- 《強姦黨》